# River Quest
River Quest ist ein Fahrgeschäft vom Typ Rapid River des Herstellers Hafema im Phantasialand in Brühl. Die Bahn wurde am 26. Juli 2002 eröffnet und bildet zusammen mit Mystery Castle und Klugheim den Themenbereich Mystery.
Aufgrund der geringen zur Verfügung stehenden Grundfläche, die bis zum Brand am 1. Mai 2001 von den beiden Achterbahnen Gebirgsbahn und Grand-Canyon-Bahn eingenommen wurde, verläuft die Fahrstrecke, anders als bei anderen Rapids Rides, in mehreren Etagen übereinander.

## Fahrtbeschreibung

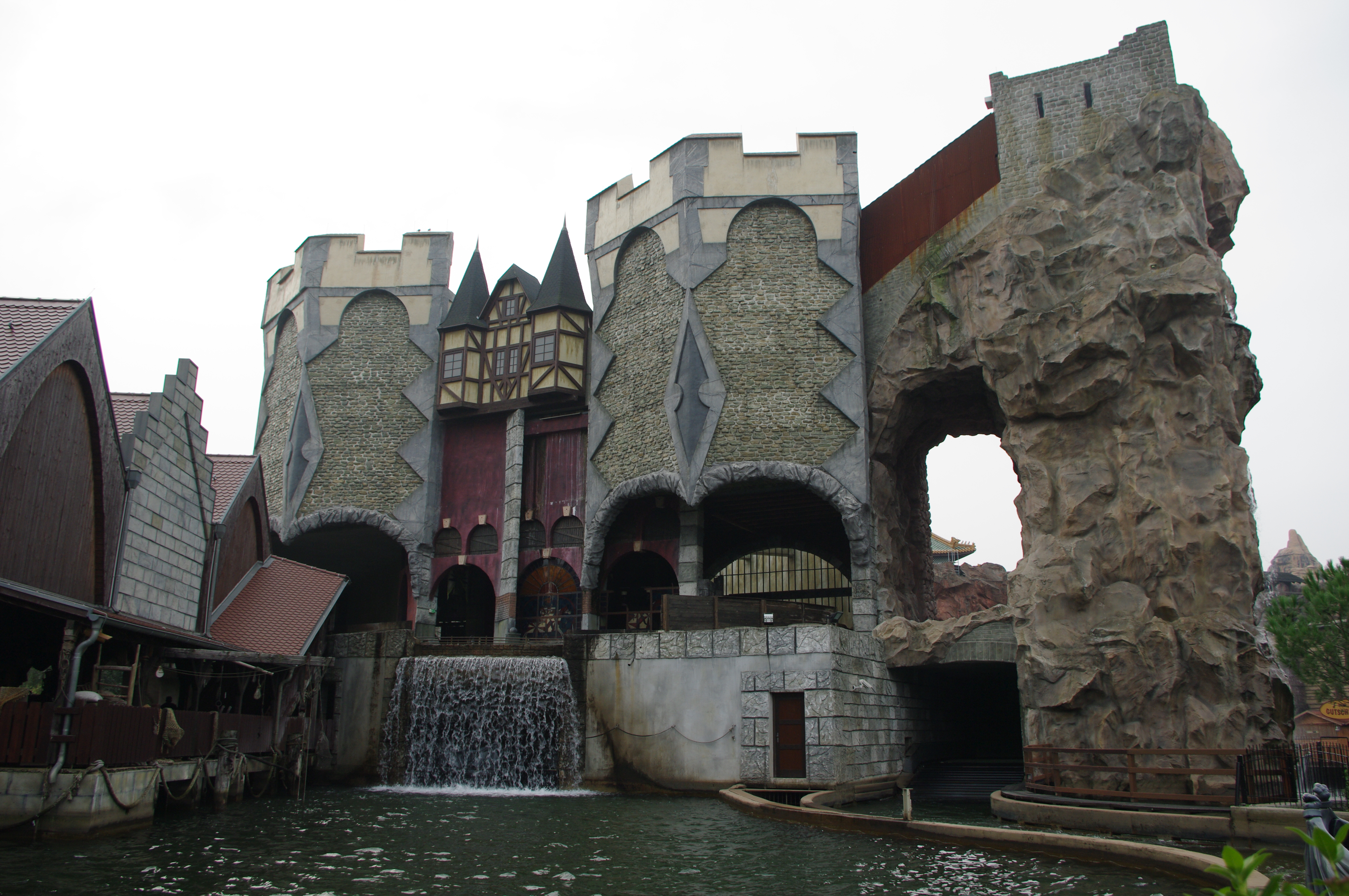
Das Gebäude mit alter Thematisierung: links die Station, rechts die Vertikalaufzüge

Nach der Station, in der die im Fledermausflügel-Design gestalteten Rundboote auf einem Förderband laufen, wird eine weitläufige 180-Grad-Linkskurve durchfahren. Dabei hatten die Parkbesucher bis Saisonende 2013 außerhalb der Attraktion die Möglichkeit, einige Wasserfontänen auf die Insassen der Boote abzufeuern. Dann erreichen die Boote, die jeweils neun Personen Platz bieten, zwei Vertikalaufzüge, von denen sie auf eine Höhe von 22 Metern befördert werden. Unmittelbar daran schließt die mit elf Metern höchste der drei Abfahrten an. Es folgt ein sogenannter Whirlpool, in dem die Boote, wie in einem Strudel, eine sich nach innen verengende 540-Grad-Streckenführung durchfahren um anschließend die zweite, sieben Meter hohe Abfahrt hinabzufahren. Nach einer weiteren 180-Grad-Rechtskurve fahren die Boote die letzte, drei Meter hohe Abfahrt hinab. Diese ist klappbar ausgelegt. Es war ursprünglich geplant, die Boote zunächst in horizontaler Stellung auf dieses Wippe genannte Fahrelement fahren zu lassen und sie dann plötzlich herunterzuklappen. Diese Funktion wurde bislang nicht im öffentlichen Fahrbetrieb eingesetzt, da die auf die Fahrgäste einwirkenden Kräfte zusätzliche Sicherheitseinrichtungen wie Bügel oder Gurte erforderlich machen würden. Nachdem die Boote wieder das Niveau der Station erreicht haben, durchfahren sie noch einige Kurven bis zum Ende der Fahrt.
Aufgrund der bei den hohen Abfahrten auftretenden Kräfte wurde eine für Wasserbahnen dieses Typs ungewöhnlich hohe Mindestgröße von 1,40 Metern für die Mitfahrer festgelegt.

## Thematisierung
Das Gebäude der Attraktion ist weitgehend im Stil einer mittelalterlichen Burg thematisiert, die Fassaden in Richtung Westernstadt Silver City (die abgerissen wurde) und zum chinesischen Bereich China Town sind jedoch an die jeweiligen Themenbereiche angepasst, damit sich die Bahn besser in das Gesamtbild einfügt. Im Wartebereich befand sich anfangs ein Spiel namens Geisterschießen, das jedoch schnell wieder entfernt wurde. 2015/2016 fand eine Umgestaltung des Liftturms statt, welche sich an den neuen Themenbereich „Klugheim“ anschließt. Insbesondere die Streckenführung der neuen Attraktion Raik führt teilweise durch River Quest hindurch.